# Gedoogsteun
Gedoogsteun is, in de politiek, steun die een partij vanuit het parlement geeft aan beleidsvoornemens van een minderheidsregering op basis van vooraf gemaakte afspraken of uitgesproken voornemens. Een partij die gedoogt, de gedoogpartner, is niet per se gebonden aan een regeerakkoord en levert in beginsel geen ministers of staatssecretarissen voor een kabinet, maar heeft te kennen gegeven het kabinet te 'dulden' en het kabinetsbeleid op belangrijke onderdelen bij stemmingen aan een meerderheid in het parlement te zullen helpen. De afspraken kunnen worden vastgehouden in een regeerakkoord, een gedoogakkoord, een intentieverklaring of combinaties daarvan en worden publiek gemaakt. Ook kan worden overeengekomen dat er in plaats daarvan of aanvullend, met een zekere regelmaat besprekingen zullen plaatsvinden tussen regering en gedoogpartner over het te voeren regeringsbeleid en de te verwachten gedoogsteun. In Nederland en België bestaan hier geen officiële regels voor.

## Basisprincipe
Het basisprincipe van een regering met gedoogsteun is, dat de gedogende partij op bepaalde terreinen geen oppositie tegen het kabinet voert, waartegenover staat dat het kabinet bepaalde programmapunten van de gedogende partij(en) in het regeerakkoord opneemt en zal proberen uit te voeren. Op onderwerpen die zijn opgenomen in het gedoogakkoord kunnen regerings- en gedoogpartijen optreden als een klassieke coalitie, terwijl er op andere thema's ruimte is voor ad hoc samenwerking buiten de kaders van oppositie en coalitie. Het is een hybride constructie waarbij partijfracties in het parlement die de regering niet ondersteunen op basis van een regeerakkoord, en normaal gesproken tot de oppositie worden gerekend, een parlementaire positie hebben die tussen die van coalitiepartij en oppositiepartij ligt. Er wordt wel gezegd dat in feite geen sprake is van een minderheidskabinet, maar van een 'vermomd meerderheidskabinet'. In het Engels spreekt men van support party (ondersteuningspartij), in Denemarken wordt daarnaast de term oppositiepartner gebruikt. Anders dan de bewindslieden van een coalitiepartij in een kabinet, kunnen leiders of vooraanstaande sprekers van een gedogende partij niet ter verantwoording worden geroepen door de Tweede Kamer, wat hun rol of status binnen het parlementaire stelsel diffuus maakt.
Het begrip 'gedogen' in deze samenhang heeft geen juridische betekenis, zoals bijvoorbeeld in Nederland het geval bij gedoogbeleid, waar binnen een handhavingsorganisatie met bestuursrechtelijke beleidsvrijheid is afgesproken bepaalde soorten regelovertredingen niet (langer) te zullen vervolgen. De term gedogen is in de politieke praktijk ontstaan en volgt het normale taalgebruik. In 2002, na een grote verkiezingswinst van de nieuwe rechts-populistische partij Lijst Pim Fortuyn (LPF) en fors verlies van de VVD, wilde VVD niet met LPF regeren, maar kon een kabinet van CDA en LPF wel 'gedogen', in de woorden van partijleider Gerrit Zalm. De regering krijgt niet hetzelfde volle vertrouwen als van de coalitiepartijen, maar de gedogende partij zal geen motie van wantrouwen indienen zolang aan bepaalde voorwaarden wordt voldaan.
Acht jaar later werd gedoogsteun een gevestigd begrip, toen na de Tweede Kamerverkiezingen van 2010 de partijen van een te vormen minderheidskabinet, VVD en CDA, een gedoogakkoord sloten met Geert Wilders en zijn PVV. Het maakte de eerste minderheidsregering sinds 1922 mogelijk. Gedoogsteun werd toen door het Genootschap Onze Taal gekozen tot Woord van het jaar. De redactie van het vooraanstaande woordenboek Van Dale koos eerder dat jaar het woord 'gedoogakkoord' als woord van het jaar.
Deze constructie van regeren is in Nederland na de Tweede Wereldoorlog ongebruikelijk, maar vanaf begin negentiende eeuw waren er regelmatig extra-parlementaire kabinetten. In andere landen, bijvoorbeeld Nieuw-Zeeland, Canada, Denemarken en Spanje, komt het veel vaker voor en zijn ook veel meer variaties gebruikelijk dan in België en Nederland. Minderheidskabinetten vormden in 2019 internationaal naar schatting ongeveer 30% van de regeringen in parlementaire democratieën. Het principe van besturen met gedoogsteun komt in alle bestuurslagen voor, maar op regionaal en plaatselijk niveau vaker dan hogerop.

## Toelichting
In democratische parlementaire systemen is het over het algemeen gebruikelijk, dat als geen enkele partij bij verkiezingen de absolute meerderheid in het parlement heeft behaald, er door meerdere partijen afspraken worden gemaakt over het vormen van  een regeringscoalitie die kan rekenen op een meerderheid van de stemmen in het parlement. Partijen die samenwerken in een coalitie, bepalen in beginsel welke personen de ministers en staatssecretarissen van het kabinet zullen worden. Deze kunnen uit de parlementaire coalitiepartijen komen, maar ook van buiten, de zogenaamde extra-parlementaire bewindslieden. Een regeringscoalitie die wordt gesteund door partijen die in het parlement een meerderheid vormen, heet een meerderheidskabinet, los van de hoeveelheid bewindslieden met een bepaalde politieke achtergrond. Anders is sprake van een minderheidsheidkabinet, maar dan gaat het in Nederland na de oorlog meestal om een ongebruikelijke situatie die kan zijn ontstaan na het (gedeeltelijk) uiteenvallen van een coalitie, waarna dan de overgebleven partijen als rompkabinet of demissionair kabinet doorgaan. Wanneer het vormen van een meerderheidskabinet niet mogelijk blijkt of, wat vaker voorkomt, een coalitiepartij haar steun aan de regering opzegt, wordt de zittende regering een minderheidskabinet. Om haar plannen en programma voort te kunnen zetten is de regering in een dergelijke situatie afhankelijk van gedoogsteun. Deze wordt doorgaans geleverd door partijen die op onderdelen ideologische of programmatische overeenkomsten hebben met een of meerdere coalitiepartijen.
Soms kan overeenstemming met betrekking tot, of het belang van de doelstellingen van de regering, aanleiding geven voor een oppositiepartij om gedoogsteun te geven aan een regering. Omdat afhankelijkheid van gedoogsteun de stabiliteit van de regering kan ondermijnen en het uitvoeren van plannen lastig maakt, is het gebruikelijk dat een kabinet zijn ontslag indient en nog slechts demissionair verder regeert. Als een kabinet ontslag aanbiedt bij de koning(in), wordt dat gewoonlijk aangehouden en krijgt het kabinet de opdracht verder nog slechts het noodzakelijke te doen, tot er een nieuw kabinet is. Als regel van staatkundig gewoonterecht worden dan meestal vooral lopende zaken behandeld die niet tot controverses in het parlement zullen voeren, dat heeft immers het vertrouwen opgezegd. Ook dringende zaken worden opgepakt en een demissionair kabinet moet nieuwe verkiezingen uitschrijven. 

## Gedoogsteun in de Nederlandse politiek
De Nederlandse parlementaire geschiedenis heeft sinds de Tweede Wereldoorlog een traditie van meerderheidskabinetten en een sterk contrast tussen coalitie en oppositie. In de periode 2000-2010 zijn er echter enkele minderheidskabinetten of vergelijkbare situaties geweest met verschillende soorten van gedoogsteun.
Tijdens de formatie in 2002 gaf Gerrit Zalm aan dat de VVD een eventueel minderheidskabinet bestaande uit het CDA en de LPF zou willen 'gedogen'. Uiteindelijk besloot de VVD toch mee te werken aan de vorming van een meerderheidskabinet met voornoemde partijen, vooral vanwege de financiële expertise van Zalm, en werd het kabinet-Balkenende I gevormd.

### Kabinet-Balkenende III
Het kabinet-Balkenende III is wel een voorbeeld van een echt minderheidskabinet. Dit kabinet volgde het kabinet-Balkenende II op dat was gestrand op het integratiebeleid en commotie rond Ayaan Hirsi Ali. Balkenende III had als missie het doorvoeren van de begroting voor 2007 en het uitschrijven van nieuwe verkiezingen in november. Voor het uitvoeren van de resterende plannen was dit kabinet afhankelijk van gedoogsteun van wisselende meerderheden in de Tweede Kamer. Partijen die gedoogsteun leverden aan Balkenende-III waren onder andere de LPF, de ChristenUnie, de SGP en, in mindere mate, D66.

### Kabinet-Rutte I
Op 14 oktober 2010 kreeg Nederland opnieuw een minderheidskabinet, het kabinet-Rutte I, dat bestond uit de VVD en het CDA. De PVV leverde gedoogsteun aan dit kabinet. Het bijzondere aan deze constructie was, dat de partijen die het kabinet zouden gaan vormen onderling een regeerakkoord hadden gesloten, wat na de oorlog gebruikelijk was geworden in Nederland, en zij samen met de PVV tot een gedoogakkoord kwamen. Onder de eerste overeenkomst stonden dus de handtekeningen van twee contractspartijen en op de andere drie.
Het fenomeen gedoogakkoord was voor die tijd in Nederland niet bekend. De constructie werd overgenomen uit het Deense politieke systeem, waar sinds 2001 een minderheidsregering van de liberale en de conservatieve partij was, met in het parlement ook ondersteuning van de Deense Volkspartij. In Denemarken wordt de gedoogpartner steunpartij (Deens: støtteparti) of oppositiepartner genoemd.
Op 21 april 2012 liep Geert Wilders, vlak voor het bereiken van een akkoord, weg van de onderhandelingstafel waar de regering met hem sprak over de maatregelen die deel zouden gaan uitmaken van een bezuinigingspakket. Van beide zijden werd toen besloten een punt achter de samenwerking te zetten. Hiermee kwam er een einde aan het kabinet-Rutte I en ook aan de bereidheid van Rutte om verder nog een keer met Wilders samen te zullen werken.

### Kabinet-Rutte II
Hoewel het kabinet-Rutte II geen officieel gedoogakkoord met oppositiepartijen had gesloten, zijn er een aantal partijen waar het kabinet vaker mee onderhandelde, bijvoorbeeld over de Begrotingsafspraken 2014, hier werd wel aan gerefereerd als partijen die het kabinet gedoogsteun geven vanwege het ontbreken van een meerderheid in de Senaat na de Eerste Kamerverkiezingen 2015 op 26 mei.

## Gedoogsteun in andere landen
In andere landen, zoals Canada, Nieuw-Zeeland, Denemarken, Noorwegen, Zweden en Spanje, komen minderheidsregeringen vaker voor in samenhang met een verscheidenheid aan vormen van gedoogsteun. Tussen 1970 en 2007 waren in Zweden, Noorwegen en Denemarken van de in totaal 46 regeringen er 39 minderheidskabinetten. Dat leidde tot een belangrijkere rol van het parlement doordat de regering gedwongen was het actief te betrekken bij de besluitvorming.

### Nieuw-Zeeland
In Nieuw-Zeeland bestaat een overvloed aan zogenaamde hybride coalities. Oud-minister-president Helen Clark leidde met de Arbeiderspartij van 1999 tot 2008 drie opeenvolgende termijnen van drie jaar met een minderheid in de regering. De regeringspartijen kwamen met partijen uit het parlement overeen een gezamenlijke beleidsagenda uit te voeren, elkaar te consulteren over initiatieven en informatie uit te wisselen. Een kernkabinet van een aantal partijen werd aangevuld met mensen die veel draagvlak hebben in de maatschappij en het vermogen hebben om lastige problemen op te lossen, ook voorgedragen door gedoogpartijen. De ministers van een gedoogpartij kunnen buiten het kabinet opereren en hebben het recht om op onderwerpen buiten hun portefeuille afwijkende standpunten in te nemen dan de regeringspartijen.

### Canada
In Canada is gebruikelijk dat de regering wordt gevormd door de partij die de meeste zetels wint tijdens de verkiezingen. Als de winnende partij de helft of minder dan de helft van het aantal zetels krijgt, vormt de partij een minderheidsregering en moet vervolgens onderhandelen met andere partijen in het parlement en het gewenste beleid afstemmen op de wensen van de oppositie. Het kabinet van Stephen Harper was tot 7 september 2008 een minderheidskabinet. Het was het langstzittende minderheidskabinet in de Canadese geschiedenis.

### Denemarken
Denemarken kent een traditie van minderheidskabinetten. De Dansk Folkeparti leverde van 2001 tot 2011 steun vanuit het Deense parlement aan drie regeringscoalities, ten laatste de liberaal-Det Konservative Folkeparti coalitie van Lars Løkke Rasmussen. Sinds 2015 is er een regering bestaande uit Venstre, met gedoogsteun van de Dansk Folkeparti, Det Konservative Folkeparti, en de Liberal Alliance. Dat is niet alleen een negatieve keus, om reden dat er geen meerderheidscoalitie kan worden gevormd, want Denemarken kent geen Eerste Kamer waardoor meerderheidsvorming wordt bemoeilijkt. Het wordt ondertussen ook als een normale, positieve variant gezien. Daarbij moet opgemerkt worden dat Denemarken het gebruik kent, dat Kamerleden die tot een partij behoren, van de zogenaamde fractiediscipline ontbonden kunnen worden, afhankelijk van het onderwerp waarover gestemd wordt. Verder bestaat in Denemarken bij het proces dat tot wetgeving voert, veel meer samenwerking en overleg tussen regering, parlement en maatschappij dan in Nederland. Het parlement heeft sterke Kamercommissies om aan wetgeving te werken en een wetsontwerp wordt, als regering en parlement daarover tevreden zijn, naar adviesorganen, betrokken autoriteiten en maatschappelijke organisaties gestuurd. Zij kunnen schriftelijk commentaar leveren, ook burgers mogen dat doen en de commentaren gaan naar de vaste Kamercommissie die het wetsontwerp behandelt. Hier zijn geen momenten dat er gestemd moet worden en staat een meerderheid of minderheid in het parlement niet op de voorgrond. Op deze manier zijn er meer borgen dan in Nederland, dat wetgeving ertoe kan leiden dat het een oplossing biedt voor het gestelde probleem en dat het probleem ongeveer gelijkluidend wordt geanalyseerd en gedefinieerd, los van de vraag op hoeveel steun een kabinet in de kamer kan rekenen. Zo worden de laatste jaren gemiddeld 200 wetten per jaar aangenomen.
Ook in andere Scandinavische landen zijn er minderheidskabinetten geweest, waaronder Noorwegen en Zweden, ook zonder gedoogpartner. "Dan moeten ze dus voor ieder beleidsplan steun zoeken bij andere partijen.", aldus hoogleraar Politiek pluralisme Sarah de Lange in een interview uit 2023.
Bij de formatie van het kabinet-Rutte I in 2010 voerde de PVV overleg met de populistische Dansk Folkeparti om te leren van de Deense ervaringen. Op een partijcongres van D'66 later dat jaar, was de Deense politica Margrethe Vestager uitgenodigd om deze partij een kijkje in de Deense parlementaire keuken te geven.
Bij de kabinetsformatie na de Tweede Kamerverkiezingen 2023 sprak informateur Kim Putters met een communicatiewetenschapper aan de Universiteit van Amsterdam, die toevallig uit Denemarken komt, om voorlichting te krijgen over de vorming van minderheidskabinetten in dat land. Vanuit de wetenschap werd dienaangaand opgemerkt, dat in Denemarken het parlement structureel een grotere rol speelt bij het ontwerpen van wetgeving dan in Nederland.

### Spanje
Als een van de grote Spaanse partijen, de socialistische PSOE of de conservatieve PP, niet de absolute meerderheid heeft behaald in verkiezingen, vormt de grootste van de twee een minderheidsregering die met gedoogsteun van verschillende kleine partijen regeert.